# 3880 Kaiserman
3880 Kaiserman è un asteroide della fascia principale. Scoperto nel 1984, presenta un'orbita caratterizzata da un semiasse maggiore pari a 1,9465302 UA e da un'eccentricità di 0,0827110, inclinata di 17,56433° rispetto all'eclittica.